# جوانی (فیلم ۲۰۰۴)
«جوانی» (انگلیسی: Yuva) یا جوانی و بیقراری فیلمی هندی است که در سال ۲۰۰۴ منتشر شد. از بازیگران آن می‌توان به اجی دیوگن، آبیشک باچان، رانی موکرجی، کارینا کاپور و اوم پوری اشاره کرد.